# Bosquerola dels tepuis
La bosquerola dels tepuis (Myioborus castaneocapilla) és un ocell de la família dels parúlids (Parulidae).

## Hàbitat i distribució
Habita la selva pluvial als tepuis del sud i est de Veneçuela, oest de Guyana i l'extrem nord del Brasil.